# 飞思卡尔
飞思卡尔（英語：Freescale Semiconductor）是美国的半导体生产厂商。飞思卡尔于2004年由原摩托罗拉的半导体部门组建。飞思卡尔的集成电路產品主要在用在車用系統、嵌入式系统和通訊產品。此公司在2006年被私募股權收購，在2015年已和恩智浦半导体合併。

## 历史

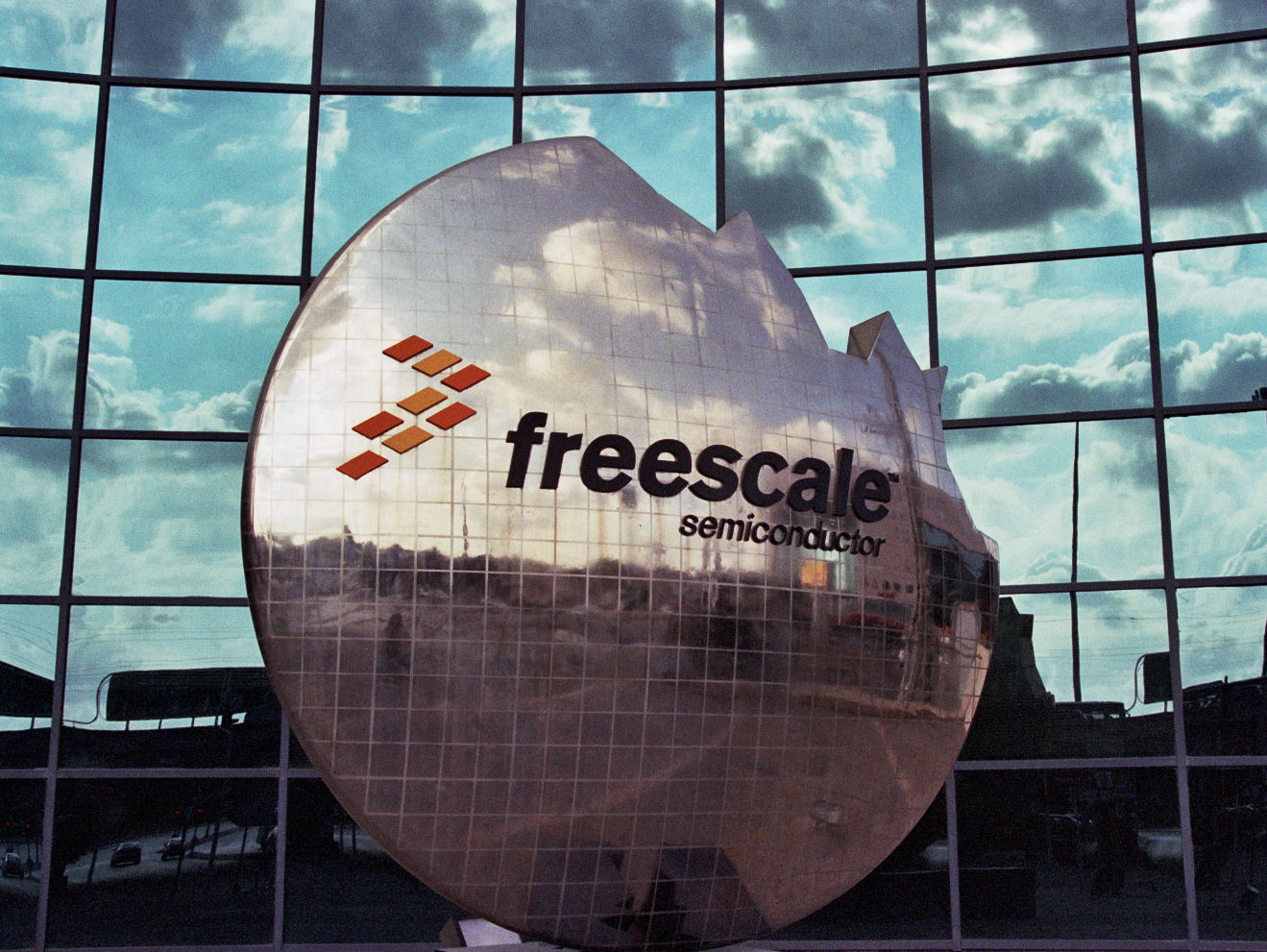
飞思卡尔最初的标志，使用至2011年

摩托罗拉于2003年10月宣布剥离半导体部门，第二年7月，飞思卡尔上市。
2006年9月15日，飞思卡尔公司宣布接受由百仕通集团（即黑石集团，Blackstone Group）领导的财团的收购。11月13日，特别股东大会决定同意收购。12月1日总金额达176亿美元的收购完成。
2015年3月3日恩智浦半導體以現金加股票，收購同業飛思卡爾（Freescale），恩智浦將支付飛思卡爾股東每股6.25美元現金和0.325股的恩智浦股份。按收購價估計，飛思卡爾價值約118億美元，若計入債務，收購價將增至167億美元。合併市值超越400億美元，將成為車用及工業用半導體市場龍頭，
飞思卡尔半导体是全球领先的半导体公司，专注于嵌入式处理解决方案。飞思卡尔面向汽车、网络、工业和消费电子市场，提供的技术包括微处理器、微控制器、传感器、模拟集成电路和连接。飞思卡尔针对的应用和终端市场包括汽车安全、混合动力和全电动汽车、下一代无线基础设施、智能能源管理、便携式医疗器件、消费电器以及智能移动器件等。
飞思卡尔的主要产品为面向嵌入和通讯市场的芯片。其产品包括微处理器，单片机，数字信号处理器，数字信号控制器，传感器，射频电源IC和电源管理IC。同时飞思卡尔还是POWER体系芯片的重要提供商。该公司拥有广泛的专利所有组合，包括大约6,100项專利家族。此外，飞思卡尔提供的软件和开发工具以支持产品开发和发展。飞思卡尔还是第一个将MRAM商业化的厂商。公司将设计，研究和开发总部设在奥斯汀，德克萨斯，和超过20个国家有制造与销售的业务。

## 产品

### 产品范围
8位微控制器（单片机）、16位微控制器（单片机）、32位ARM Cortex-M架构微控制器（单片机）－Kinetis系列、与ARM Cortex-A架构i.MX系列处理器、Power Architecture™/PowerQUICC™、高性能网络处理器、高性能多媒体处理器、高性能工业控制处理器、模拟和混合信号、ASIC、CodeWarrior™开发工具、数字信号处理器与控制器、电源管理、RF射频功率放大器、高性能线性功率放大器GPA、音视频家电射频多媒体处理器、传感器。

### Kinetis ARM Cortex-M微控制器
Kinetis [kə'netis]是飞思卡尔32位微控制器/单片机，基于ARM® Cortex®-M0+和M4内核。Kinetis包含多个系列的MCU，它们软硬件互相兼容，集成了丰富的功能和特性，具有出类拔萃的低功耗性能和功能扩展性。
- Kinetis L系列/MKL（低功耗Cortex-M0+）
- Kinetis E系列/MKE（5V Cortex-M0+）
- Kinetis EA系列/MKEA（汽车级产品）
- Kinetis W系列/MKW（无线互联，Cortex-M4/M0+产品）
- Kinetis M系列/MKM（能源计量，Cortex-M0+产品）
- Kinetis V系列/MKV（电机控制产品）
- Kinetis Mini/Mini Package（微小封装）

### i.MX ARM Cortex-A/ARM9/ARM11 微处理器
i.MX应用处理器是基于ARM®的单核/多核解决方案，适用于汽车电子、工业控制、中高端消费电子、电子书、ePOS、医疗设备、多媒体和显示、以及网络通信等应用，具有可扩展性、高性能和低功耗的特点。
- i.MX6: Cortex-A9内核，i.MX 6 Quad, i.MX 6 Dual, i.MX 6 DualLite, i.MX 6Solo, i.MX 6 SoloLite
- i.MX53x: Cortex-A8内核
- i.MX28x: ARM9™内核，双CAN，以太网L2交换，IEEE 1588
- i.MX25x: ARM9™内核

### Qorivva 32位微控制器
基于Power Architecture®技术的Qorivva MCU采用功能强大的高性能车用器件内核架构，构建丰富的系列产品，满足各种汽车应用的需求。
- Qorivva MPC57xx
- Qorivva MPC56xx
- Qorivva MPC55xx
- MobileGT(51xx/52xx)
- 5xx控制器

## Microcontrollers

### 6800series
- Motorola 6801/6803
- Motorola 6804
- Motorola 6805/146805
- Motorola 68HC05 (CPU05)
- Freescale 68HC08 (CPU08)
- Freescale 68HC11 (CPU11)
- Freescale 68HC12 (CPU12) – HCS12 & S12X series, 16-bit processor
- Freescale 68HC16 (CPU16)
- Freescale MC9RS08, based on the RS08 core.

### 68000 series
- Freescale 683XX
- Freescale DragonBall
- Freescale ColdFire

### PowerPC-based
- Freescale MPC500
- Freescale MPC52xx (G2 core)
- Freescale MPC55xx (e200 core)
- Freescale MPC8xx (PowerQUICC)
- Freescale MPC82xx (PowerQUICC II, G2 core)
- Freescale MPC83xx (PowerQUICC II Pro, e300 core)
- Freescale MPC85xx (PowerQUICC III, e500 core)
- Freescale MPC86xx (future chip, e600 core)
- Freescale MPC87xx (future chip, e700 core)

### ARM-based

#### ARM7TDMI-based automotive microcontrollers
- MAC71xx
- MAC72xx

#### i.MX (DragonBall MX) series ARM9/11-based multimedia applications processors
- i.MX1 (MC9328MX1)
- i.MX21 (MC9328MX21)
- i.MX21S (MC9328MX21S)
- i.MX27 (MC9328MX27)
- i.MX31 (MC9328MX31)
- i.MXL (MC9328MXL)
- i.MXS (MC9328MXS)

### MCORE-based 16/32 bitlow-powerRISC microcontrollers
- MMC2001
- MMC2114

### TPU and ETPU modules
The Time Processing Unit (TPU) and Enhanced Time Processing Unit (eTPU) are largely-autonomous timing peripherals found on some Freescale parts.
- MC68832 (TPU)
- MPC5554 (PowerPC) (eTPU)
- MCF5232, MCF5233, MCF5234, MCF5235 (ColdFire) (eTPU)

## Digital signal processors
Note: the 56XXX series is commonly known as the 56000 series, or 56K, and similarly the 96XXX is known as the 96000 series, or 96K.

### 56000 series
- Motorola DSP560XX (24-bit)
- Motorola DSP563XX (16/24-bit)
- Motorola DSP566XX (16-bit)
- Motorola DSP568XX (Digital Signal Controller)

### 96000 series
- Motorola DSP96XXX (32-bit)

### StarCore series
- MSC8101/3 Single SC140 core, 300 MHz
- MSC8102 Quad SC140 core, 275 MHz (Discontinued)
- MSC8122/26 Quad SC140 core, 500 MHz
- MSC711x Single SC1400 core, 200/300 MHz
- MSC8144 Quad SC3400 cores, 1 GHz
- MSC8156 Six SC3400 cores

## 现状
飞思卡尔在中国多个城市有分支机构，销售办事处遍布热点城市，截止到2013年底，共在16个城市开设销售办公室。 在苏州，上海，天津，成都和北京有设计中心。并在天津有较大规模的工厂，主要从事封装和测试等。
主要为汽车、网络、无线通信、工业控制和消费电子等行业提供产品。通过嵌入式处理器和辅助产品，为客户提供复杂多样的半导体和软件集成方案，即飞思卡尔所谓的“平台级产品”。
飞思卡尔全球现有1万个终端客户，其中包括由公司自己的销售团队服务的100多家知名的原始设备生产商，以及通过数千个代理商网络服务的其他终端客户。飞思卡尔在全球20多个国家拥有1.7万名员工。2004年，摩托罗拉半导体部成为飞思卡尔半导体。
2015年3月，飛思卡爾半導體宣布通過與恩智浦半導體併購協議。